# Kohautia caespitosa
Kohautia caespitosa là một loài thực vật có hoa trong họ Thiến thảo. Loài này được Schnizl. mô tả khoa học đầu tiên năm 1842.